# Sara De Roo
Sara De Roo (Delft, 10 december 1970) is een Vlaamse actrice.

## Biografie
De Roo studeerde aan het Koninklijk Vlaams Conservatorium Antwerpen, waar ze les kreeg van Luk Perceval en Dora van der Groen. Ze wordt genoemd als een van de figuren van de Vlaamse Golf.
Kort na de oprichting van TgStan voegde ze zich begin jaren 90 bij dit theatergezelschap van Jolente De Keersmaeker, Damiaan De Schrijver en Frank Vercruyssen. Met dit collectief speelde ze elk seizoen één of meerdere stukken, waaronder Ernst, De Laatsten, Heartbreak House, In Real Time, Alles is rustig, De Marx Sisters en Lucia smelt. Met het stuk Of / Niet bewerkte ze en acteerde ze mee in een stuk naar Harold Pinter en Alan Ayckbourn. Het ging in première op 19 april 2006 en werd nog twee volledige seizoenen hernomen tot in 2008. In februari 2018 verliet De Roo het gezelschap.
Ze acteerde ook in diverse films, vaak van dezelfde regisseurs. Zo speelde ze in de kortfilms Cologne en Bedtime Stories en de langspeelfilms Bruxelles Mon amour en Swooni, allemaal geregisseerd door Kaat Beels. In regie van Patrice Toye acteerde ze in Rosie (waarvoor ze genomineerd werd als beste actrice voor de Joseph Plateauprijs) en Nowhere Man. Ze speelde een van de hoofdrollen in Brasserie Romantiek van Joël Vanhoebrouck en kleinere rollen in de films Elixir d'Anvers van Robbe De Hert en Loft van Erik Van Looy.
Op televisie speelde ze hoofdrollen in twee televisieseries van Woestijnvis. Zo speelde ze in 2006 de rol van An Beyers in De Parelvissers en in 2012 Carine Van Opstal in Met man en macht, een serie van Tom Lenaerts en Tom Van Dyck.

## Filmografie
- 1996: Elixir d'Anvers, als Maria
- 1998: Goede daden bij daglicht, als Sara
- 1998: Rosie, als Irene
- 2001: Bruxelles mon amour, als Hannah
- 2006: De Parelvissers, als An Beyers
- 2008: Nowhere Man, als Sara
- 2008: Loft, als vrouwelijke ondervrager
- 2009: Dirty Mind, als congresganger
- 2011: Swooni, als Anna
- 2012: Brasserie Romantiek, als Pascaline
- 2013: Met man en macht, als Carine Van Opstal
- 2014: L'éclat furtif de l'ombre, als parkeervrouw
- 2017: Vele hemels boven de zevende, als Elsie
- 2020-2021: Black-out, als Annemie Hillebrand
- 2021: Lockdown, als Claude M. (aflevering 4, verhaal 'Claude M')

- Gemeinsame Normdatei: 1094910031
- Library of Congress Control Number: no2019104829
- MusicBrainz: 2f9e3c2f-fff3-4424-a183-c4f8cf2a53d3
- Virtual International Authority File: 67145971599332332431